# Aeroportul Meixian
Aeroportul Meixian (IATA: MXZ, ICAO: ZGMX) este un aeroport din Meixian District⁠(d), Meizhou⁠(d), Guangdong, Republica Populară Chineză ce deservește zona Meizhou⁠(d). Aeroportul a fost tranzitat în 2022 de 190.544 de pasageri.
Aeroportul dispune de o singură pistă.